# Günter Margo
Günter Margo († Februar 2002) war ein deutscher Schauspieler und Hörspielsprecher.

## Leben
Über das Leben des 2002 verstorbenen Günter Margo sind nur lückenhafte Informationen vorhanden. Ab Mitte der 1950er Jahre stand er für die DEFA und den Deutschen Fernsehfunk, später Fernsehen der DDR, vor der Kamera. Ab 1961 sind Nachweise vorhanden, dass er über 25 Jahre für das Deutsche Theater in Berlin auf der Bühne stand. Für den Rundfunk der DDR wirkte er als Hörspielsprecher.

## Filmografie
- 1957: Zwei Mütter
- 1959: Ware für Katalonien
- 1960: Tanzmädchen für Istanbul (Fernsehspiel)
- 1960: Trübe Wasser
- 1961: Steinzeitballade
- 1961: Gewissen in Aufruhr (Fernsehfünfteiler, 1 Teil)
- 1962: Die schwarze Galeere
- 1967: Die gefrorenen Blitze
- 1973: Das zweite Leben des Friedrich Wilhelm Georg Platow
- 1975: Kriminalfälle ohne Beispiel: Mord im Märkischen Viertel (Fernsehreihe)
- 1976: Leben und Tod König Richard III. (Theateraufzeichnung)
- 1977: Unterwegs nach Atlantis
- 1978: Der Staatsanwalt hat das Wort: Der Kurschatten (Fernsehreihe)
- 1980: Don Juan – Karl-Liebknecht-Str. 78
- 1986: Ein idealer Gatte (Studioaufzeichnung)
- 1988: Der blaue Boll (Theateraufzeichnung)

## Theater
- 1948: Herrmann Mostar: Der Zimmerherr – Regie: Wolfgang Böttcher (Volksbühne Berlin)
- 1961: Carl Sternheim: Die Hose – Regie: Carl Weber (Deutsches Theater Berlin)
- 1964: Wiktor Rosow: Unterwegs – Regie: Hans-Diether Meves/Friedo Solter  (Deutsches Theater Berlin)
- 1966: Jewgeni Schwarz: Der Drache (Lakai) – Regie: Benno Besson (Deutsches Theater Berlin)
- 1969: Johann Wolfgang von Goethe: Faust. Der Tragödie erster Teil (Meerkater) – Regie: Adolf Dresen/Wolfgang Heinz (Deutsches Theater Berlin)
- 1977: František Langer: Peripherie – Regie: Klaus Piontek (Deutsches Theater Berlin)
- 1978: Andreas Gryphius: Horribilicribrifax Teutsch – Regie: Alexander Lang (Deutsches Theater Berlin)
- 1985: Oscar Wilde: Bunbury oder Die Wichtigkeit Ernst zu sein (Diener) – Regie: Klaus Piontek (Deutsches Theater Berlin – Kammerspiele)
- 1985: Pedro Calderón de la Barca: Das Leben ist Traum (Bediensteter) – Regie: Friedo Solter (Deutsches Theater Berlin)

## Hörspiele
- 1986: Theodor Storm: Der Schimmelreiter – Regie: Werner Buhss (Kinderhörspiel, 1. Teil – Rundfunk der DDR)
- 1986: Gilbert Léautier: Die Matriarchin (Onkel Emile) – Regie: Ulrich Voß (Hörspiel – Rundfunk der DDR)
- 1986: Jiří Horčička: Fünf Jungen, ein Kater und ein Walfisch (Mann) – Regie: Ulrich Voß (Kinderhörspiel – Rundfunk der DDR)
- 1987: Andreas Anden: Ein guter alter Freund (Mr. Dunhill) – Regie: Manfred Rafeldt (Kriminalhörspiel/Kurzhörspiel – Rundfunk der DDR)
- 1987: Joachim Brehmer: Der Anruf (Kellner) – Regie: Manfred Rafeldt (Kurzhörspiel aus der Reihe Waldstraße 7 – Rundfunk der DDR)
- 1989: Gottfried Keller: Kleider machen Leute – Regie: Peter Brasch (Kinderhörspiel/Kurzhörspiel – Rundfunk der DDR)